# Arboreto Villanova

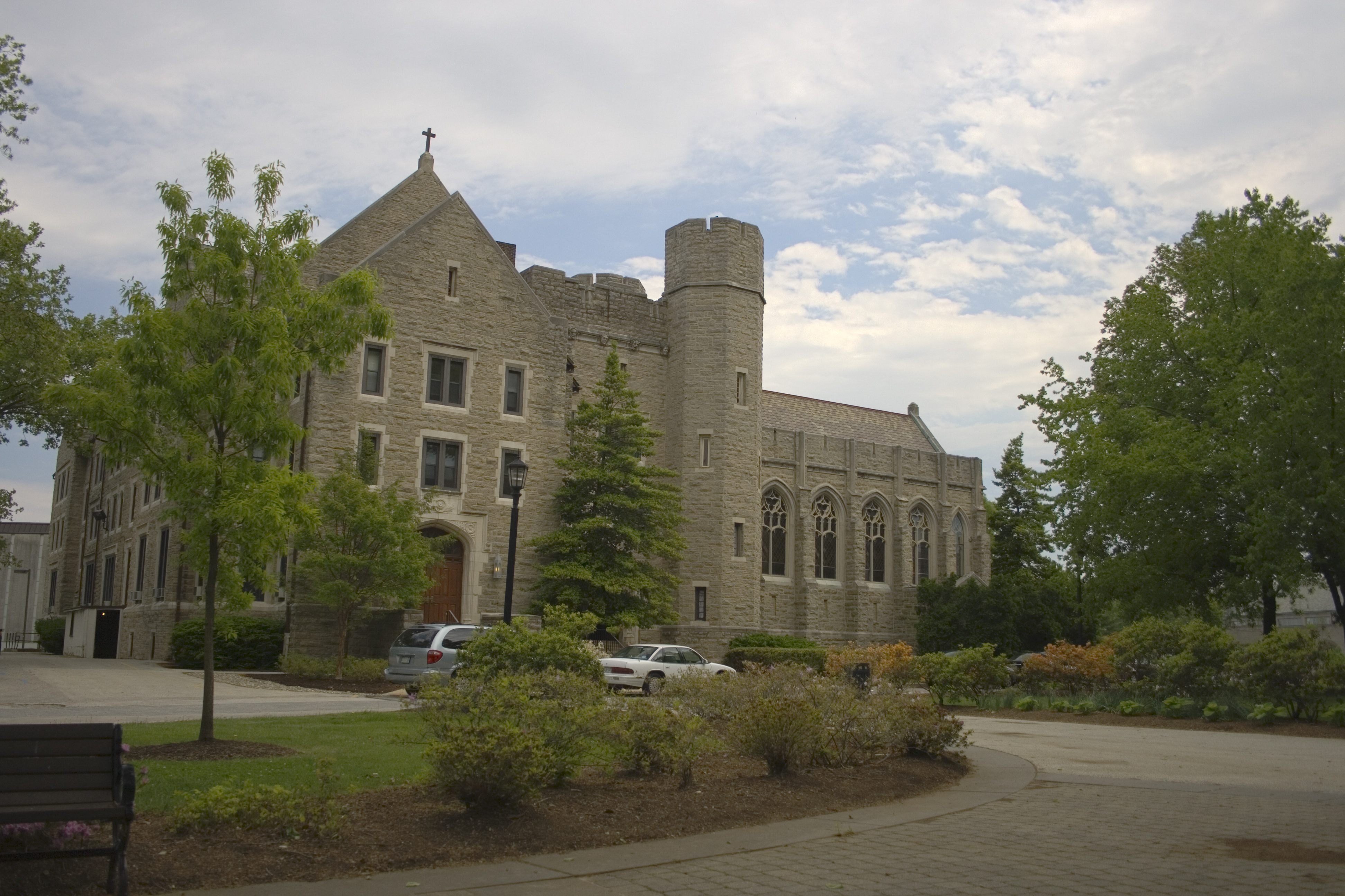
Corr Hall no campus da Universidade Villanova

Arboreto Villanova (em inglês:  Arboretum Villanova) é o nome de um antigo arboreto de 90 hectares localizado no campus da Universidade Villanova, em Villanova, Pensilvânia. Está aberto ao público diariamente e sem custos.
Designado como arboreto em 1993, o local perdeu essa designação desde então. Contém aproximadamente 1.500 árvores de 254 espécies diferentes. Seu acervo inclui sequoias, sicômoros, pinheiros, pereiras-floríferas, macieiras-bravas, cerejeiras e castanheiras-da-índia, além de muitas outras variedades. Muitas são identificadas.
As árvores são mantidas pela Divisão de Jardins do campus, que também é responsável pelo planejamento estratégico das árvores.